# Natashquan
Natashquan és un municipi en la província de Quebec al Canadà, situat en la costa nord del Golf de Sant Llorenç, amb una població de 246 persones. Natashquan prové de la paraula innu-aimun Nutashkuan que significa "allà on es caça l'os".

## Història
El territori de Natashquan va ser a l'origen freqüentat pels Innu. Cap a 1710, els francesos van establir un punt de comerç a la desembocadura del riu Noutascouan (anomenat així per les autòctons). Cap a 1830, la Companyia de la Badia de Hudson va començar a explotar aquest punt de comerç. Els primers habitants permanents, pescadors acadians de les Illes de la Magdalena, van arribar en 1855 per fundar el poble de Natashquan.

## Personatges reconeguts
- Gilles Vigneault